# Сборная Гонконга по футболу
Сборная Гонконга по футболу представляет Гонконг в международных футбольных турнирах, в таких как Чемпионат мира по футболу, Кубок Азии по футболу и Кубок Восточной Азии по футболу. Сборную Гонконга по футбола представляет руководящая организация — Федерация футбола Гонконга.
Сборная представляла Гонконг в международных футбольных соревнованиях до 1997 года, когда ещё Гонконг официально был колонией Великобритании. Сборная продолжает представлять Гонконг после того, как Великобритания передала мандат на управление Гонконгом Китайской Народной Республике. Гонконг стал специальным административным районом в составе Китая в 1997 году. Сборная Гонконга является отдельной командой от национальной сборной Китая, поскольку Основной закон Гонконга и принцип «Одна страна, две системы» позволяют Гонконгу сохранять представительства своих сборных команд в международных спортивных турнирах.

## История
Свой первый международный матч сборная Гонконга сыграла после Второй мировой войны в 1949 году против сборной Республики Корея. Свою первую победу футболисты сборной Гонконга добыли в 1953 году в матче против Республики Корея, выиграв со счетом 4:0.
Сборная Гонконга квалифицировалась на три из первых четырёх розыгрышей Кубка Азии по футболу, в том числе розыгрыш 1956 года, в котором сборная в качестве хозяев турнира финишировали на третьем месте.
Сборная Гонконга никогда не отбиралась на Чемпионат мира по футболу. Однако, наиболее выдающийся успех команды случился во время отборочного турнира к Чемпионату мира 1986 года. 19 мая 1985 года сборная Гонконга встречалась со сборной Китая в Пекине, в последнем поединке первого квалификационного раунда, где сборной Гонконга, чтобы пройти дальше, необходимо было одержать победу, в то время как сборной Китая нужна была только ничья. Сборная Гонконга, возглавляемая в то время тренером Квон Ка Мином, выиграла матч с минимальной разницей со счётом 2:1, авторами голов гонконгцев стали Чён Чи Так и Ку Кан Фай, таким образом выиграв группу и пройдя до стадии стыковых матчей, где позднее Гонконг проиграл сборной Японии.
9 января 2005 года Бразильская конфедерация футбола и Федерация футбола Гонконга праздновали совместную 90-летнюю годовщину основания обеих федераций. Гонконг принял у себя сборную Бразилии, чемпионов мира 2002 года, сыграв с бразильцами товарищеский матч, в котором сборная Бразилии одержала крупную победу со счётом 7:1.
2009 год стал переломным моментом в меркнущей популярности футбола в Гонконге. 12 декабря сборная Гонконга нанесла поражение Японии и завоевала свою первую золотую медаль в Восточноазиатских играх, это первый крупный турнир, который выиграла сборная Гонконга. Этот неожиданный и поразительный результат разбудил веру болельщиков в то, что футбольная сборная Гонконга может выступать для своих футбольных болельщиков.

## Стадион
Долгое время сборная Гонконга играла свои важные матчи на Стадионе Гонконг, который раньше до реконструкции носил название Правительственный стадион, где также проводятся ежегодные международные соревнование, известное как Кубок Карлсберга, как часть торжеств по поводу вступления в Китайский Новый год.
Сборная Гонконга проводит некоторые товарищеские матчи и вторые по значимости квалификационные матчи на стадионе Вонкок в городе Вонкок и иногда проводит матчи в спорткомплексе Сиу Сай Ван в одноименном городе.

## Сборная Гонконга на международных крупнейших турнирах

### Чемпионат мира по футболу
| 1930-1970 | Не принимала участия   |
| 1994      | не прошла квалификацию |
| 1998      | не прошла квалификацию |
| 2002      | не прошла квалификацию |
| 2006      | не прошла квалификацию |
| 2010      | не прошла квалификацию |
| 2014      | не прошла квалификацию |
| 2018      | не прошла квалификацию |
| 2022      | не прошла квалификацию |
| 2026      | не прошла квалификацию |

### Кубок Азии по футболу
| Год   | Раунд турнира          | Матчи | Победы | Ничьи | Поражения | Забито | Пропущено |
| ----- | ---------------------- | ----- | ------ | ----- | --------- | ------ | --------- |
| 1956  | 3-е место              | 3     | 0      | 2     | 1         | 6      | 7         |
| 1960  | Не прошла квалификацию | —     | —      | —     | —         | —      | —         |
| 1964  | 4-е место              | 3     | 0      | 0     | 3         | 1      | 5         |
| 1968  | 5-е место              | 4     | 0      | 1     | 3         | 2      | 11        |
| 1972  | Не прошла квалификацию | —     | —      | —     | —         | —      | —         |
| 1976  | Не прошла квалификацию | —     | —      | —     | —         | —      | —         |
| 1980  | Не прошла квалификацию | —     | —      | —     | —         | —      | —         |
| 1984  | Не прошла квалификацию | —     | —      | —     | —         | —      | —         |
| 1988  | Не прошла квалификацию | —     | —      | —     | —         | —      | —         |
| 1992  | Не прошла квалификацию | —     | —      | —     | —         | —      | —         |
| 1996  | Не прошла квалификацию | —     | —      | —     | —         | —      | —         |
| 2000  | Не прошла квалификацию | —     | —      | —     | —         | —      | —         |
| 2004  | Не прошла квалификацию | —     | —      | —     | —         | —      | —         |
| 2007  | Не прошла квалификацию | —     | —      | —     | —         | —      | —         |
| 2011  | Не прошла квалификацию | —     | —      | —     | —         | —      | —         |
| 2015  | Не прошла квалификацию | —     | —      | —     | —         | —      | —         |
| 2019  | Не прошла квалификацию | —     | —      | —     | —         | —      | —         |
| 2023  | Групповой этап         | 3     | 0      | 0     | 3         | 1      | 7         |
| Итого | 4/18                   | 13    | 0      | 3     | 10        | 10     | 30        |

## Матчи

### В 2015 году
| 28 марта 2015 Товарищеский матч | Гонконг           | 1:0 | Гуам | Монкок, Гонконг                |
|                                 | Джейсон МакКи 10′ |     |      | Стадион: Монкок Зрителей: 3604 |

| 6 июня 2015 Товарищеский матч | Малайзия | 0:0 | Гонконг | Шах-Алам, Малайзия        |
|                               |          |     |         | Стадион: Стадион Шах-Алам |

| 11 июня 2015 Кубок Азии | Гонконг | 7:0 | Бутан | Монкок, Гонконг                                         |
|                         | Джейсон МакКи 19′, 57′ · Кристиан 23′ · Ло Кван И 30′ · Ю Инчжи 42′ · Лам Ка Вай 49′ (пен.) · Годфред Карикари 68′ |     |       | Стадион: Монкок Зрителей: 6326 Судья: Чаймурат Курбанов |

| 16 июня 2015 Отборочные игры ЧМ-2018 | Гонконг                        | 2:0 | Мальдивы | Монкок, Гонконг                                     |
|                                      | Ху Дешуай 63′ · Лам Ка Вай 67′ |     |          | Стадион: Монкок Зрителей: 6370 Судья: Адхам Махадех |

| 3 сентября 2015 Отборочные игры ЧМ-2018 | Китай | 0:0 | Гонконг | Шэньчжэнь, Китай                                       |
|                                         |       |     |         | Стадион: Баоань Зрителей: 26173 Судья: Стребр Деловски |

| 8 сентября 2015 Отборочные игры ЧМ-2018 | Гонконг                           | 2:3 | Катар                              | Монкок, Гонконг                                  |
|                                         | Бай Хе 87′ · Годфред Карикари 89′ |     | Будиаф 22′ · Хассан 62′ · Муса 84′ | Стадион: Монкок Зрителей: 6396 Судья: Ким Сан Ву |

| 8 октября 2015 Товарищеский матч | Таиланд                | 1:0 | Гонконг | Бангкок, Таиланд      |
|                                  | Бунматхан 90+5′ (пен.) |     |         | Стадион: Раджамангала |

| 13 октября 2015 Отборочные игры ЧМ-2018 | Бутан | 0:1 | Гонконг        | Тхимпху, Бутан                                          |
|                                         |       |     | Чан Сиу Ки 89′ | Стадион: Чанглимитанг Зрителей: 7280 Судья: Азиз Асимов |

| 7 ноября 2015 Товарищеский матч | Гонконг                                                               | 5:0 | Мьянма | Монкок, Гонконг                |
|                                 | Джейсон МакКи 3′ 45′ · Чан Сиу Ки 33′ · Сандро 66′ · Алекс Аканде 75′ |     |        | Стадион: Монкок Зрителей: 5253 |

| 12 ноября 2015 Отборочные игры ЧМ-2018 | Мальдивы | 0:1 | Гонконг                        | Мале, Мальдивы                                                                    |
|                                        |          |     | Паулиньо Пиракасиба 13′ (пен.) | Стадион: Национальный футбольный стадион Зрителей: 6000 Судья: Аммар Аль-Дженейби |

| 17 ноября 2015 Отборочные игры ЧМ-2018 | Гонконг | 0:0 | Китай | Монкок, Гонконг                                      |
|                                        |         |     |       | Стадион: Монкок Зрителей: 6071 Судья: Наваф Шукралла |

### В 2016 году
| 24 марта 2016 Отборочные игры ЧМ-2018 | Катар                                      | 2:0   | Гонконг | Доха, Катар                                                                              |
|                                       | Хасан аль-Хаидус 20′ · Себастьян Сория 87′ | Отчёт |         | Стадион: Стадион имени шейха Джассима бин Хамада Зрителей: 10170 Судья: Дмитрий Машенцев |

## Состав сборной
Список игроков, отобранных для участия в товарищеском матче против сборной Мьянмы и в отборочных матчах к Чемпионату мира по футболу 2018 против сборной Мальдив и Китая (12 ноября и 17 ноября соответственно).
Данные по матчам и забитым мячам приведены по состоянию на 17 ноября 2015 года (после матча с Китаем).
| 1  | Вр  | Яп Хунг Фай                  | 21 марта 1990 (34 года)  | 46 | 0  | Eastern Sports Club |  |  |
| 18 | Вр  | Тсе Так Хим                  | 10 февраля 1985 (40 лет) | 9  | 0  | KC Southern         |  |  |
| 19 | Вр  | Вань Женьпень                | 5 мая 1984 (40 лет)      | 0  | 0  | Китчи               |  |  |
|    |     |                              |                          |    |    |                     |  |  |
| 2  | Защ | Ли Чи Хо                     | 16 ноября 1982 (42 года) | 65 | 0  | Мейчжу Хакка        |  |  |
| 3  | Защ | Фестус Байсе                 | 11 апреля 1980 (44 года) | 10 | 0  | Гуйчжоу Чжичэн Торо |  |  |
| 4  | Защ | Жан-Жак Килама               | 13 октября 1985 (39 лет) | 8  | 0  | Тяньцзинь Сунцзян   |  |  |
| 13 | Защ | Ло Ван И                     | 9 октября 1984 (40 лет)  | 47 | 8  | Китчи               |  |  |
| 18 | Защ | Чен Кин Фун                  | 1 января 1984 (41 год)   | 39 | 0  | Саут Чайна          |  |  |
| 18 | Защ | Джек Сили                    | 4 мая 1987 (37 лет)      | 12 | 0  | Чанчунь Ятай        |  |  |
| 18 | Защ | Чен Чи Юн                    | 10 июня 1989 (35 лет)    | 0  | 0  | Саут Чайна          |  |  |
| 18 | Защ | Чен Кинг Хо                  | 7 ноября 1989 (35 лет)   | 5  | 0  | Eastern Sports Club |  |  |
| 18 | Защ | Квок Кин Понг                | 30 марта 1987 (37 лет)   | 37 | 1  | Пегасус             |  |  |
|    |     |                              |                          |    |    |                     |  |  |
| 5  | ПЗ  | Бай Хе                       | 19 ноября 1983 (41 год)  | 34 | 3  | Eastern Sports Club |  |  |
| 6  | ПЗ  | Тан Чун Лок                  | 5 января 1996 (29 лет)   | 3  | 0  | Пегасус             |  |  |
| 8  | ПЗ  | Лам Ка Вай                   | 5 июня 1985 (39 лет)     | 40 | 8  | Китчи               |  |  |
| 10 | ПЗ  | Алессандро Феррейра Леонардо | 10 марта 1987 (38 лет)   | 3  | 1  | Китчи               |  |  |
| 14 | ПЗ  | Лен Чун Пон                  | 1 октября 1986 (38 лет)  | 46 | 1  | Саeт Чайна          |  |  |
| 15 | ПЗ  | Ю Инчжи                      | 24 июля 1987 (37 лет)    | 22 | 4  | Eastern Sports Club |  |  |
|    |     |                              |                          |    |    |                     |  |  |
| 7  | Нап | Чан Сиу Ки                   | 14 июля 1985 (39 лет)    | 62 | 36 | Саут Чайна          |  |  |
| 8  | Нап | Ху Дешуай                    | 13 июля 1987 (37 лет)    | 25 | 4  | Eastern Sports Club |  |  |
| 9  | Нап | Алекс Аканде                 | 9 февраля 1989 (36 лет)  | 3  | 1  | Китчи               |  |  |
| 17 | Нап | Паулиньо Пирасикаба          | 16 января 1983 (42 года) | 3  | 1  | Шэньчжэнь           |  |  |
| 22 | Нап | Джеймс МакКи                 | 14 апреля 1987 (37 лет)  | 27 | 6  | Унион               |  |  |